# روبرت هوديني
جان يوجين روبرت هودين (بالفرنسية: Jean-Eugène Robert-Houdin) (6 من ديسمبر 1805م – 13 من يونيو 1871م) هو ساحر فرنسي الجنسية. ويعتبر على نطاقٍ واسع مؤسس النمط الحديث من تحضير الأرواح.

## فترة الطفولة ومدخل إلى تحضير الأرواح
ولد سيد السحر روبرت هودين باسم جان يوجين روبرت في بلوا، فرنسا، في 6 من ديسمبر 1805م، وذلك بعد يومٍ واحد خلاف ما ذكرته سيرته الذاتية. وكان والده، بروسبير روبيرت، واحدًا من أفضل صناع الساعات في بلوا. وكحرفي ماهر، وعامل كادح، كان طموح بروسبير روبيرت الأول أن يوفر عيشة كريمة لعائلته، ولكنه أراد أيضًا أن يتسلق أبناؤه السلم الاجتماعي. وقد توفيت والدة جان يوجين، الراحلة ماري-كاثرين جيلون، عندما كان جان مجرد طفل صغير. وفي سن الحادية عشرة، أرسل بروسبير ابنه جان إلى مدرسةٍ تبعد خمسة وثلاثين ميلاً أعلى لوار إلى جامعة أورليان. وببلوغه الثامنة عشر، تخرج جان وعاد إلى بلوا. وأراد له والده أن يصبح محاميًا، ولكن جان أراد أن يتبع خطى والده كصانع للساعات.
وكان خط جان في الكتابة ممتازًا، مما جلب له وظيفة كاتب في مكتب محام. وبدلاً من دراسة القانون، فقد عبث بالأدوات الميكانيكية. وأرسله صاحب العمل عائدًا إلى والده. وقِيل له إنه ملائم أكثر كصانع ساعات منه كمحام، ولكن بحلول ذلك الوقت، كان والد جان قد تقاعد، وبذلك أصبح تلميذًا لابن عمه الذي كان يملك متجر ساعات. ولفترة وجيزة، عمل جان كصانع ساعات.
وفي منتصف العشرينيات من القرن التاسع عشر، وفّر جان ليشتري نسخة من مجموعة كتب متكونة من جزأين اسمها Traité de l'horlogerie، أو معالجة في صناعة الساعات، والتي كتبها فرديناند بيرثود. وقد حفظ بائع الكتب هذه الكتب جانبًا من أجل جان. ومد يده إلى الرف وأمسك بالكتب. ولف الجزأين وسلمّهما لصانع الساعات الطموح.
وعندما وصل جان إلى المنزل وفتح اللفافة، بدلاً من أن يجد كتب بيرثود، ما وجده أمام عينيه جزأين حول فن السحر اسمهما التسالي العلمية (Scientific Amusements). وبدلاً من إرجاع الكتب، نال فضوله منه. ومن هذه الأجزاء البسيطة، تعلم المبادئ الأولية لفن السحر. وتمرن طوال ساعات اليوم.

## كتابات أخرى
- (Vol.1)، translated from the French by Stacey Dagron ; edited by Todd Karr. (2002). The magic of Robert-Houdin : "an artist's life" : biographical essay. Boulogne: Editions F.C.F. ISBN:978-2-907584-05-0. {{استشهاد بكتاب}}: |الأول= باسم عام (مساعدة)صيانة الاستشهاد: أسماء عددية: قائمة المؤلفين (link) صيانة الاستشهاد: أسماء متعددة: قائمة المؤلفين (link) The fourth volume contains facsimiles of fantastic memories of evenings in which the reproduction of two models of fans, a DVD and a flip book were created for the occasion on the basis of a series of photographs taken by Disdéri studio. This flip book was finalized based on an idea outlined by Jean-Guy Fechner, Fechner's younger brother and former Christian group The Chariot. The works were staged by Roger Faluci.

## وصلات خارجية
- روبرت هوديني على موقع الموسوعة البريطانية (الإنجليزية)

- A Conjurer's Confessions by M. Robert-Houdin نسخة محفوظة 24 مارس 2005 على موقع واي باك مشين.
- مؤلفات Jean Eugène Robert-Houdin في مشروع غوتنبرغ
  - كتاب مجاني: The Lock and Key Library, the most interesting stories of all nations: Real life على مشروع غوتنبرغ
- Memoirs of Robert-Houdin by M. Robert-Houdin
- The Unmasking of Robert-Houdin by Harry Houdini
- The Old and the new magic by Henry Ridgely Evans
- Robert-Houdin and the Spiritualists Harper's New Monthly Magazine, November 1877
- Robert-Houdin, A Magician's Life" - TV documentary (French) produced in 1995 and released on DVD (French and English version) in 2005, with extra footage and documentary material.